# Cuesta de Ovejas
Cuesta de Ovejas är en ort i Mexiko.   Den ligger i kommunen Tototlán och delstaten Jalisco, i den centrala delen av landet, 400 km väster om huvudstaden Mexico City. Cuesta de Ovejas ligger 1 556 meter över havet och antalet invånare är 282.
Terrängen runt Cuesta de Ovejas är platt söderut, men norrut är den kuperad. Runt Cuesta de Ovejas är det ganska tätbefolkat, med 104 invånare per kvadratkilometer. Närmaste större samhälle är Atotonilco el Alto, 16,4 km öster om Cuesta de Ovejas. Omgivningarna runt Cuesta de Ovejas är en mosaik av jordbruksmark och naturlig växtlighet.